# 昆明大鬼主
昆明大鬼主，五代时期昆明部落的首领。在今贵州境。

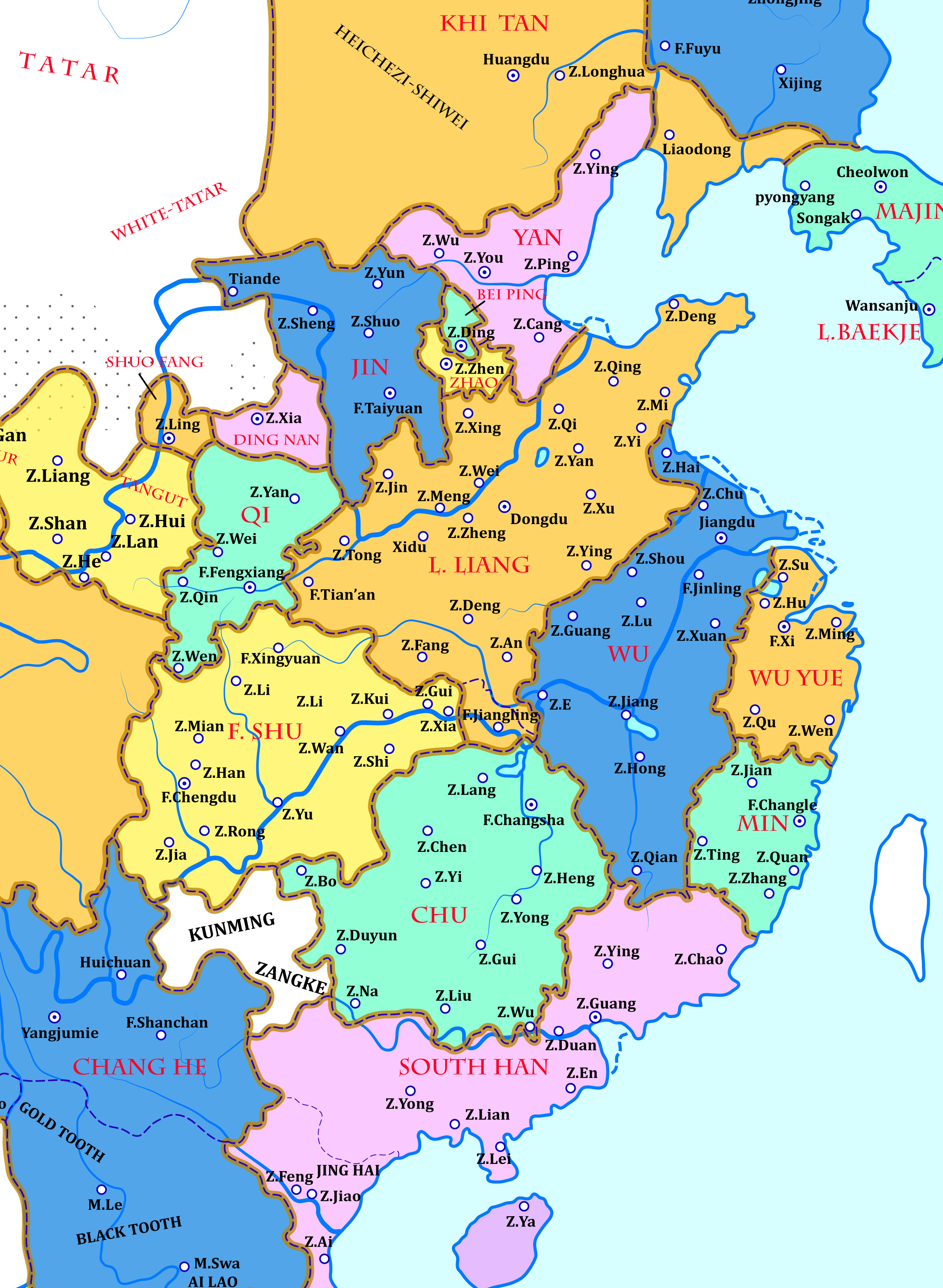
后梁时期的昆明部落

鬼主是唐宋时期汉人对分布于今滇东、黔西、川南的西爨白蛮、东爨乌蛮等（主要是彝族）首领的称呼。一说鬼主源于信仰鬼教而命名，一说鬼主是果夷部族酋长果祖音译。
昆明在黔州西南三千里外，当地产羊、马。风俗椎髻赤脚。首领披虎皮，属下者披氈。天成二年（927年），朝贡后唐，其首领号昆明大鬼主，罗殿王、普露静王九部落，各遣使者，使者号若土，附牂牁来朝。据方国瑜考证，“普露盖即普里”， “主要在安顺地区”。
大鬼主統治的地域在泸州之南，即今贵州省毕节及与之接壤的四川部分地区。包括泸州管下的一些羁縻州峒，部族众多，被漢文文獻統稱為“淯水夷”，以乌蛮种族为主。羅甸國與羅氏鬼國是該地區最强大的兩個部落。這兩個部落輪流領導烏蠻各部落，羅甸國强大時以羅甸國為大鬼主，羅氏鬼國强大時以羅氏鬼國為大鬼主，互相競爭和融合。不過，這兩國之間的關係晦暗不明，在學術界眾說紛紜。